# Gottfried Hermann (Turner)
Gottfried Hermann (* 22. Juni 1910 in Linz; † 26. Dezember 1976) war ein österreichischer Turner.

## Leben
Gottfried Hermann startete bei den Olympischen Sommerspielen 1936 in Berlin an allen Geräten. Sein bestes Resultat erzielte er mit Platz 28 im Wettkampf am Reck. Im Mannschaftsmehrkampf belegte er mit dem österreichischen Team den elften Platz. Bei den Olympischen Sommerspielen 1948 in London erreichte er mit Rang 51 erneut sein bestes Einzelresultat im Wettkampf am Reck. Mit dem österreichischen Mannschaft wurde er Neunter im Mannschaftsmehrkampf.